# ФК Спорт Бездан
ФК Спорт је фудбалски клуб из Бездана. Клуб је основан 1920. године и тренутно се такмичи у Међуопштинској лиги Сомбор - 2. разред, седмом такмичарском новоу српског фудбала.

## Историја
Први назив клуба је Безданско Спортско Удружење. Од 1931. до 1935. се такмичи у Суботичком подавезу - Дунавска група. За време Другог светског рата клуб се такмичио у мађарским лигама. У пријатељској утакмици у Бездану пред око 1500 људи, 19. августа 1931. године, БСУ је угостило "Bevegung XX" из Беча, члан Друге професионалне лиге Аустрије и победио 6:2 (2:2).
Од 1934. године клуб игра на месту где се и данас налази фудбалски терен. Те године је изграђена дрвена надкривена трибина, које ће 11. септембра 2016. године изгорети. На отварању новог стадиона, 01. јула 1934. године одиграна је пријатељска утакмица у којој је БСУ победило НАК из Новог Сада са 3:2 (1:1). У Бездану је 1. јула 1936. године гостовао загребачки ХАШК и победио у пријатељској утакмици екипу БСУ 4:1 (2:0).
У Бездану је 27. септембра 1967. године гостовао загребачки Динамо и у пријатељској утакмици победио екипу Спорта са 5:1.
Фудбалери Спорт-а победили су 18. марта 1992. године у финалу Општинског Куп-а Сомбор Кордун из Кљајићева, 4:0 (1:0). Голове у финалу су постигли: Доброта, Нимак (2) и Радичев. Екипа Спорта наступила је у саставу: Жунић, Чапо, Месарош, Страјнић, Бандов, Дујаковић (Радичев), Смолић (Зорић), Новак, Карамарковић, Доброта и Нимак.

## Легенда клуба
Легенда фудбалског клуба из Бездана био је без сумње Јанош Хорват. Почео је каријеру 1928. године и с мањим прекидима играо све до 1. маја 1955. За 27 година одиграо је 584 утакмице, углавном као одбрамбени играч. Међутим, постигао је и 250 голова. За време одслужења војног рок био је војни репрезентативац Краљевине Југославије, а 1937. године покушао је у Швајцарској и као професионалац у једној прволигашкој екипи. После само годину дана враћа се у Бездан где је био играч, касније тренер, технички руководилац и секретар клуба.

## Познати играчи
Међу играчима који су носили дрес безданског фудбалског клуба било је доста истакнутих фудбалера: Андраш Вереш је бранио боје А и Б репрезентације Југославије, а Јожеф Алберт, Пал Нађ и Михајл Тот играли су за репрезентацију Мађарске.

## Успеси
- Суботички подсавез - 1. разред, Дунавска група
Првак: 1934/35, 1937/38.
- Суботички подсавез - 2. разред, Дунавска група
Првак: 1930/31.
- Међуопштинска лига Сомбор - 1. разред
Првак: 1963/64, 1976/77, 2001/02.